# Ernest Hilgard
Ernest Ropiequit « Jack » Hilgard, né le 25 juillet 1904 à Belleville (Illinois) et mort le 22 octobre 2001 à Palo Alto, est un psychologue américain, professeur de psychologie à l'université Stanford.

## Biographie
Il obtient une licence à l'université de l'Illinois, en 1924, puis il étudie la psychologie à l'université Yale, où il obtient son doctorat en 1930. Connu dans les années 1950 pour ses travaux de recherche sur l'hypnose, il est notamment à l'origine du concept de l'« observateur caché ». Il est également connu pour sa collaboration avec André Weitzenhoffer pour l'élaboration d'échelles psychométriques permettant la quantification de la suggestibilité hypnotique. Son ouvrage Introduction to Psychology, publié avec Richard C. Atkinson, puis réédité sous l'intitulé Hilgard's Introduction to Psychology est un manuel classique pour étudiants.

## Distinctions
- 1958 : membre de l'Académie américaine des arts et des sciences
- Membre d'honneur de la British Psychological Society
- 1984 : Award for Scientific Reviewing de l'Académie nationale des sciences

## Ouvrages
- Divided Consciousness: Multiple Controls in Human Thought and Action, 1977, 331 p.
- Psychoanalysis as Science: The Hixon Lectures on the Scientific Status of Psychoanalysis, avec Eugene Pumpian-Mindlin et Lawrence Kubie, California Institute of Technology Hixon Fund - Psychoanalysis, 1956, 174 p.
- Avec Donald George Marquis et Gregory A. Kimble, Conditioning and Learning, 1961, 590 p.
- Instructor's Manual for Hilgard, Atkinson, and Atkinson's Introduction to Psychology, Harcourt Brace & World, 1962
- The experience of hypnosis: A shorter version of Hypnotic susceptibility, 1966
- Theories of Learning, by Ernest R. Hilgard, Gordon H. Bower - Psychology - 1975 - 698 p.
- American Psychology in Historical Perspective: Addresses of the Presidents of the American Psychological Association, 1892-1977, 1978, 558 p.
- States of Consciousness, by American Psychological Association Staff, Gabelko, American Psychological Association, Ernest Hilgard, Donald O. Hebb 1981
- Fifty Years of Psychology: Essays in Honor of Floyd Ruch, avec Floyd Leon Ruch, 1988, 204 p.
- (en) Rita L. Atkinson et Daryl J. Bem (éd.) Hilgard's Introduction to Psychology, Wadsworth Publishing Co Inc, 13e édition, 1990, 874 p.  (ISBN 978-0155080447).
- (en) Hypnosis in the Relief of Pain: Expanding the Goals of Psychotherapy, avec Josephine Rohrs Hilgard, 1994, 294 p.